# Elatostema capizense
Elatostema capizense es una especie de planta del género Elatostema, perteneciente a la familia Urticaceae.

## Taxonomía
Elatostema capizense fue descrita por Elmer Drew Merrill en 1922.

## Distribución
Se encuentra en el territorio de Filipinas.